# Том Стоппард
Сер Том Сто́ппард (народж. Томаш Штраусслер, англ. Tom Stoppard; нар. 3 липня 1937, Злін, Чехословаччина) — британський драматург, режисер, кіносценарист і критик, Командор ордену Британської імперії.

## Біографія

### Юність та дитинство
Том Стоппард народився 3 липня 1937 року у містечку Злін (Чехословаччина) під іменем Томаш Штраусслер (чеськ. Tomáš Straussler) в інтелігентній єврейській родині. Після вторгнення нацистської Німеччини в Чехословаччину 15 березня 1939 року родина Штраусслерів разом з іншими єврейськими сім'ями втекла до Сингапуру. У зв'язку з загрозою японського вторгнення 1941 року родину було евакуйовано до Дарджелінгу (Індія), втім батько Стоппарда, Евжен Штраусслер (Eugene Straussler), залишився в Сингапурі як волонтер Британської армії, його було інтерновано і пізніше він загинув під час бомбардування. Всіх родичів Стоппарда, що залишилися в Чехословаччині, знищили нацисти (див. Голокост).
В Індії Стоппард вступив до школи «Маунт-Гермон» (англ. Mount Hermon School, Дарджелінг). Наприкінці 1945 року мати Стоппарда, Марта, одружилася з майором британської армії Кеннетом Стоппардом (Kenneth Stoppard), який усиновив дітей від попереднього шлюбу, а після війни перевіз всю родину до Великої Британії, поставивши за мету виховати дітей справжніми британцями. Стоппард поступив до школи «Долфін» (англ. Dolphin School) у Ноттінгемширі, а пізніше перевівся до школи «Поклінгтон» (англ. Pocklington School) у Йоркширі.
Отримавши середню освіту 1954 року, Стоппард почав кар'єру журналіста з праці в газеті «Western Daily Press» у Бристолі. Вищої освіти він так і не отримав. У «Western Daily Press» він працював з 1954 до 1958. 1958 року отримав пропозицію від іншої бристольської газети -  «Bristol Evening World» — вести свою колонку і робити театральні рецензії. Завдяки цій роботі Стоппард потрапив у світ театру і познайомився з багатьма митцями того часу, включаючи режисера Джона Бормена (John Boorman) та актора Пітера О'Тула (Peter O'Toole), кар'єра яких тоді тільки починалася.

### Роки творчості
Особливої слави в Бристолі Стоппард не здобув. 1960 року він переїхав до Лондона, де почав активно писати для радіо і телебачення. 1960 року він дописав свою першу п'єсу «Крокуючи по воді» (A Walk on the Water), яку пізніше доробив і перейменував на «Входить вільна людина» (Enter a Free Man). За словами самого Стоппарда, при написанні п'єси він знаходився під впливом творів Роберта Болта «Квітуча вишня» (Robert Bolt Flowering Cherry) та Артура Міллера «Смерть комівояжера» (Arthur Miller Death of a Salesman). Вже цю першу п'єсу схвально сприйняли в театральній спільноті, її було поставлено в Гамбурзі, а 1963 року екранізовано британською телекомпанією «ITV». Серед інших успішних п'єс цього періоду варто назвати«M» is for Moon Among Other Things (1964), A Separate Peace (1966) та If You're Glad I'll Be Frank (1966).
З вересня 1962 до квітня 1963 року Стоппард працював театральним критиком для журналу «Scene», пишучи під своїм ім'ям та під псевдонімом Вільям Бут (William Boot). (сам псевдонім походить від імені персонажа в романі Івліна Во Scoop).
1966 року Стоппард написав п'єсу «Розенкранц і Гільденстерн мертві» (Rosencrantz and Guildenstern are Dead). Це був перероблений варіант одноактної п'єси, написаної ним у Берліні 1964 року під назвою «Розенкранц і Гільдерстерн знайомляться з Королем Ліром» (Rosencrantz and Guildenstern Meet King Lear). Саме ця п'єса принесла йому світову славу — після прем'єри у Театрі Вік (Vic Theatre).
Протягом наступних десяти років, крім власних драматургічних творів, Стоппард активно займався перекладами п'єс Славоміра Мрожека, Йогана Нестроя, Артура Шніцлера та Вацлава Гавела. В цей час Стоппард підпав під вплив польських та чеських абсурдистів, вступає в «Утрапо» (Outrapo), французьку мистецьку групу, яка ставить перед собою (не зовсім серйозну) мету вдосконалення акторської гри за допомогою науки.
У літературознавстві з'явився термін «стоппардійський» («Stoppardian») по відношенні до творів, в яких автор використовує дотепні фрази для створення комедійності, одночасно порушуючи глибокі філософські питання.
|  | Ми перетинаємо мости і спалюємо їх за собою,і ніщо не говорить нам про рух уперед,окрім згадки про запах диму і припущення про те,що наші очі заслала сльоза. |

В останні роки активно працює для театру та кінематографа (див. Фільмографія)

### Громадська діяльність
В інтерв'ю 2007 року Стоппард окреслив свої політичні переконання як «поміркований лібертаріанець» (timid libertarian).
У своїх ранніх творах Стоппард уникав відвертих політичних чи соціальних питань, якось навіть заявивши, що «я не хочу заплямовувати свої п'єси модними соціальними теоріями. В них не може бути навіть натяку на будь-яку корисність». Втім з кінця 70-х Стоппард почав активно цікавитися питаннями прав людини, зокрема стосовно долі політичних дисидентів Центральної та Східної Європи. У лютому 1977 він відвідував Радянський Союз та кілька країн радянського блоку у складі делегації Amnesty International. У червні того ж року Стоппард зустрічвся з Вологоміром Буковським у Лондоні, а згодом подорожував до Чехословаччини, де зустрічався з дисидентом і майбутнім президентом Чехії Вацлавом Гавелом.
1983 року він започаткував «Премію Тома Стоппарда» (The Tom Stoppard Prize) з штаб-квартирою в Стокгольмі для нагородження авторів чеського походження.
Інтерес до захисту прав людини знайшов відображення в деяких якого подальших п'єсах: Every Good Boy Deserves Favour (1977), Dogg's Hamlet, Cahoot's Macbeth (1979) та Squaring the Circle (1984), в яких він виступав з критикою тоталітарних режимів Східної Європи тих часів.

### Інші біографічні відомості
1978 року Стоппард став Командором ордена Британської імперії, 1997 року отримав лицарське звання, а 2000 року з рук королеви Єлизавети II — британський орден «За заслуги».
Стоппард входить до консультативної ради суспільно-політичного та культурологічного журналу «Точка зору» (англ. «Standpoint»).
Разом зі своїм другом, екс-президентом Чехії Вацлавом Гавелом й американським драматургом Артуром Копіто Стоппард є опікуном білоруського «Вільного театру» (Свабодны тэатар).
Стоппард — частий гість у Мінську і Москві. Цікавиться російською тематикою. Зокрема, одна з його останніх п'єс «Берег Утопії» (The Coast of Utopia) повністю присвячена Росії — дослідженню політичного радикалізму 19 століття, головними героями в ній виступають Михаїл Бакунін, Віссаріон Белінський та Александр Герцен. Відвідував Стоппард й Україну. Наявний переклад фільму «Розенкранц і Гільденстерн мертві», виконаний Tanat13.
У нього четверо синів від двох шлюбів.
За результатами голосування Стоппард посів 76-те місце у списку журналу Time Magazine «100 найвпливовіші людини світу 2008 року»(«100 Most Influential People in the World 2008»).

## Творчість

### Роман
- 1966 — Lord Malquist and Mr Moon

### П'єси
- 1963 — A Walk on the Water
- 1967 — Rosencrantz and Guildenstern are Dead
- 1968 — Enter a Free Man
- 1968 — The Real Inspector Hound
- 1971 — After Magritte
- 1972 — Jumpers
- 1973 — Artist Descending a Staircase
- 1974 — Travesties
- 1976 — Dirty Linen and New-Found-Land
- 1977 — Every Good Boy Deserves Favour
- 1978 — Night and Day
- 1979 — Dogg's Hamlet, Cahoot's Macbet
- 1979 — 15-Minute Hamlet
- 1979 — Undiscovered Country
- 1981 — On the Razzle
- 1982 — The Real Thing
- 1984 — Rough Crossing
- 1986 — Dalliance
- 1988 — Hapgood
- 1993 — Arcadia
- 1995 — Indian Ink
- 1997 — The Invention of Love
- 2002 — The Coast of Utopia
- 2006 — Rock'n'Roll

### Сценарії для кіно, радіо та телебачення
- 1960 — A Separate Peace
- 1964 — The Dissolution of Dominic Boot
- 1964 — ‘M’ is for Moon amongst Other Things
- 1966 — If you're Glad I'll be Frank
- 1967 — Albert's Bridge
- 1968 — Where are They Now?
- 1972 — Artist Descending a Staircase
- 1975 — Three Men in a Boat, адаптація роману Джерома К. Джерома для BBC Television
- 1975 — The Boundary, у співавторстві з Клайвом Екстоном для BBC Television
- 1977 — Professional Foul
- 1982 — The Dog it was that Died
- 1985 — Brazil, у співавторстві з Террі Гіліамом та Чарльзом Мак-Кіоном
- 1987 — Empire of the Sun
- 1990 — The Russia House, адаптація романа Джона Ле Карре
- 1990 — «Розенкранц і Гільденстерн мертві» (Rosencrantz and Guildenstern are Dead)
- 1991 — In the Native State
- 1998 — Shakespeare in Love, у співавтостві з Марком Норманом
- 1998 — Poodle Springs, адаптація біографії Реймонда Чандлера
- 2001 — Enigma
- 2008 — On Dover Beach
- 2012 — Anna Karenina

Стоппард у якості скрипт-доктора допомагав Джорджу Лукасу у створенні діалогів для фільму «Індіана Джонс і останній хрестовий похід». За чутками, Стоппард працював над сценарієм для «Зоряні війни: Помста ситхів» та допомагав Тіму Бертону у редагуванні сценарію до фільму «Сонна лощина».

### Проза
- 1966 — Lord Malquist and Mr Moon

## Фільмографія
- 1965 — Der Spleen des George Riley, реж. Ебергард Ітценпліц (Eberhard Itzenplitz)
- 1966 — A Separate Peace, реж. Алан Гібсон (Alan Gibson)
- 1968 — Neutral Ground
- 1971 — Ulazi slobodan covek, реж. Вук Бабіч (Vuk Babic)
- 1971 — Neutraal terrein, реж. Пауль Каммерманс (Paul Cammermans)
- 1975 — The Romantic Englishwoman, реж. Джозеф Лузі (Joseph Losey)
- 1975 — The Boundary, реж. Майк Ньюелл (Mike Newell)
- 1975 — Three Men in a Boat, реж. Стівен Фріерс (Stephen Frears)
- 1977 — Travesties, реж. Ганс Літзау (Hans Lietzau), Ганс Райхель (Hans Reichel)
- 1978 — Despair, реж. Райнер Вернер Фассбіндер (Rainer Werner Fassbinder)
- 1978 — Wandelen op water, реж. Петер Сімонс (Peter Simons)
- 1979 — The Human Factor, реж. Отто Премінґер (Otto Preminger)
- 1983 — On the Razzle, реж. Пітер Вуд (Peter Wood)
- 1984 — Squaring the Circle, реж. Майк Годжес (Mike Hodges)
- 1984 — Konsert för en sluten avdelning
- 1985 — Brazil, реж. Тері Гиліам
- 1987 — Empire of the Sun, реж. Стівен Спілберг
- 1989 — The Dog It Was That Died, реж. Майк Годжес (Mike Hodges)
- 1990 — Largo Desolato, реж. Їрі Жіжка (Jiri Zizka)
- 1990 — Rosencrantz and Guildenstern Are Dead, реж. Том Стоппард
- 1990 — The Russia House, реж. Фред Шепісі (Fred Schepisi)
- 1991 — Billy Bathgate, реж. Роберт Бентон (Robert Benton)
- 1995 — The Fifteen Minute Hamlet, реж. Тодд Луїзо (Todd Louiso)
- 1998 — Poodle Springs, реж. Боб Рейфлсон (Bob Rafelson)
- 1998 — Shakespeare in Love, реж. Джон Медден (John Madden)
- 2001 — Enigma, реж. Майкл Аптед (Michael Apted)
- 2005 — Dogg's Hamlet, Cahoot's Macbeth, реж. Джой Ціммерман (Joey Zimmerman)
- 2010, у виробництві — The Night Witch, реж. Януш Камінскі (Janusz Kaminski)